# Fábio Espinho Gomes Fonseca
Fábio Ricardo Gomes Fonseca (18 de agosto de 1985), generalmente conocido como Fábio Espinho, es un exfutbolista portugués que jugaba de centrocampista.

## Trayectoria
Nació en Espinho. Se formó en la cantera del F. C. Porto, estando dos años con Fútbol Club Oporto B en la tercera división. En 2006 firmó con el S. C. Espinho.
El 8 de junio de 2011, después de dos temporadas en el Leixões S. C., firmó por Moreirense F. C. Marcó nueve goles en su primer año para ayudar el regreso de club al Primeira Liga después de siete años. El 19 de agosto de 2012 debutó en la competición contra el Paços de Ferreira.
El 11 de junio de 2013 firmó un año con el P. F. C. Ludogorets Razgrad. En verano de 2015 firmó por el Málaga C. F., tras quedar libre, por dos temporadas. En invierno de 2016 regresó cedido al Moreirense F. C.

## Estadística de club
| Club             | Temporada        | Liga             | Liga     | Liga  | Copa     | Copa  | Otro     | Otro  | Total    | Total |
| Club             | Temporada        | División         | Partidos | Goles | Partidos | Goles | Partidos | Goles | Partidos | Goles |
| ---------------- | ---------------- | ---------------- | -------- | ----- | -------- | ----- | -------- | ----- | -------- | ----- |
| Porto B          | 2004–05          | Segunda Divisão  | 14       | 2     | —        | —     | —        | —     | 14       | 2     |
| Porto B          | 2005–06          | Segunda Divisão  | 22       | 0     | —        | —     | —        | —     | 22       | 0     |
| Porto B          | Total            | Total            | 36       | 2     | —        | —     | —        | —     | 36       | 2     |
| Espinho          | 2006–07          | Segunda Divisão  | 24       | 1     | 3        | 1     | —        | —     | 27       | 2     |
| Espinho          | 2007–08          | Segunda Divisão  | 29       | 2     | 2        | 0     | —        | —     | 31       | 2     |
| Espinho          | 2008–09          | Segunda Divisão  | 26       | 9     | 1        | 0     | —        | —     | 27       | 9     |
| Espinho          | Total            | Total            | 79       | 12    | 6        | 1     | —        | —     | 85       | 13    |
| Leixões          | 2009–10          | Primeira Liga    | 13       | 0     | 5        | 1     | —        | —     | 18       | 1     |
| Leixões          | 2010–11          | Segunda Divisão  | 27       | 0     | 5        | 2     | —        | —     | 32       | 2     |
| Leixões          | Total            | Total            | 40       | 0     | 10       | 3     | —        | —     | 50       | 3     |
| Moreirense       | 2011–12          | Segunda Divisão  | 28       | 9     | 10       | 2     | —        | —     | 38       | 11    |
| Moreirense       | 2012–13          | Primeira Liga    | 23       | 2     | 7        | 0     | —        | —     | 30       | 2     |
| Moreirense       | Total            | Total            | 51       | 11    | 17       | 2     | —        | —     | 68       | 13    |
| Ludogorets       | 2013–14          | Un PFG           | 29       | 2     | 10       | 0     | 15       | 0     | 54       | 2     |
| Ludogorets       | 2014–15          | Un PFG           | 23       | 2     | 6        | 2     | 12       | 1     | 41       | 5     |
| Ludogorets       | Total            | Total            | 52       | 4     | 16       | 2     | 27       | 1     | 95       | 7     |
| Total de carrera | Total de carrera | Total de carrera | 258      | 29    | 49       | 8     | 27       | 1     | 334      | 38    |

## Palmarés

### Campeonatos nacionales
| Título            | Club                | País     | Año  |
| ----------------- | ------------------- | -------- | ---- |
| Liga búlgara      | P. F. C. Ludogorets | Bulgaria | 2013 |
| Supercopa búlgara | P. F. C. Ludogorets | Bulgaria | 2014 |
| Copa búlgara      | P. F. C. Ludogorets | Bulgaria | 2014 |
| Liga búlgara      | P. F. C. Ludogorets | Bulgaria | 2014 |
| Liga búlgara      | P. F. C. Ludogorets | Bulgaria | 2015 |